# Imum coeli

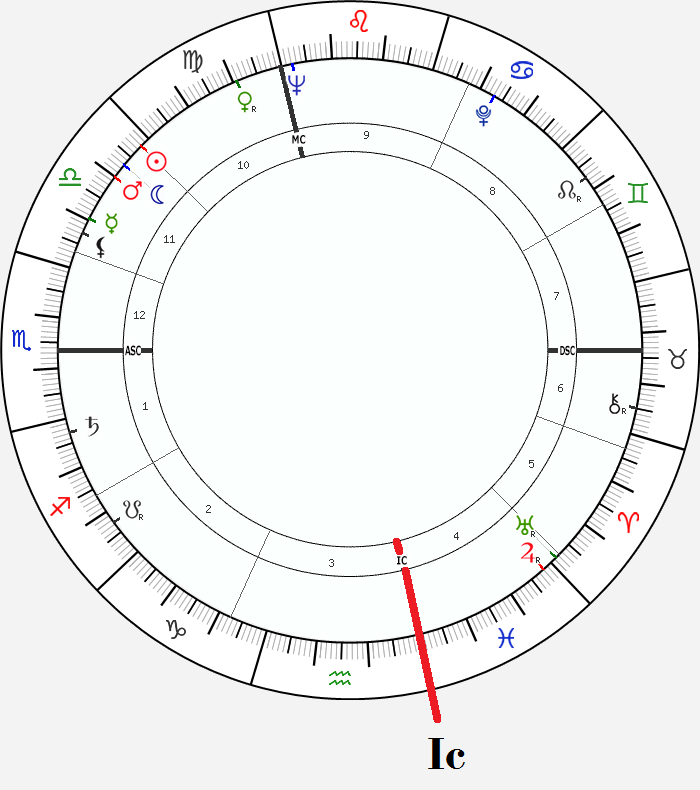
Esempio di Imum Coeli in Pesci nel tema natale dell'allenatore di calcio Enzo Bearzot

L'Imum coeli detto anche Fondo Cielo, generalmente indicato con la sigla IC o FC, è il punto inferiore del grafico zodiacale ed indica sia la mezzanotte sia la posizione della IV Casa, è la cuspide della quarta casa o campo.
I nati attorno alla mezzanotte avranno quindi il Sole a nord vicino all'Imum coeli, che è opposto al Medium Coeli (indicato con la sigla MC) indicante il mezzogiorno ed ogni due ore circa esso viene occupato da un nuovo segno zodiacale.
Il meridiano che unisce i due punti, quello superiore e quello inferiore forma l'Asse MC-IC.
Indica l'ambiente d'origine e finale dell'esistenza del soggetto e con significato più ampio l'inizio e la fine degli accadimenti e delle cose.
La vicinanza di un pianeta a non più di 8°, chiamata angolarità, rafforza l'influenza del pianeta stesso sul soggetto soprattutto nel rapporto con la famiglia (se in quarta casa) oppure con i fratelli e lo studio (terza casa).
La presenza di uno stellium può creare un disequilibrio per le troppe influenze planetarie.